# Zatrephes sublutescens
Zatrephes sublutescens là một loài bướm đêm thuộc phân họ Arctiinae, họ Erebidae.